# Pobocza (czasopismo)
Pobocza. Kwartalnik Literacko-Artystyczny – internetowe czasopismo poświęcone kulturze krajów Europy Środkowej i Wschodniej, wydawane przez Krajeńskie Stowarzyszenie Kulturalne w Więcborku.
Pismo publikuje przekłady z współczesnej literatury czeskiej, słowackiej, słoweńskiej, serbskiej, białoruskiej, rosyjskiej, niemieckiej, ukraińskiej, bośniackiej, chorwackiej i węgierskiej, a także artykuły krytyczne. Pismo posiada pełną wersję w języku czeskim, serbskim i słoweńskim. Kwartalnik organizuje Międzynarodowe Spotkania Poetyckie POBOCZA – odbywający się od 2004 festiwal poetycki, którego gośćmi są poeci i tłumacze z krajów Europy Środkowej i Wschodniej.
Redaktorem naczelnym Kwartalnika jest poeta Paweł Szydeł.